# Nomadi (album)
Nomadi je osmi studijski album slovenske alternativne rock skupine Siddharta, ki je izšel 14. septembra 2018. Skupino je bilo mogoče med snemanjem albuma, ki je potekalo od marca do julija 2018, spremljati preko videov na spletni strani glavnega pokrovitelja Volkswagna.
Že pred izidom albuma je skupina 3000 poslušalcem omogočila, da album v obliki MP3 formata brezplačno prenesejo, pri tem pa sta bili s seznama pesmi izključeni "Matador" in "Vzhod".
Album je prejel zlato piščal za najboljši album leta.

## Promocija
Skupina je naznanila turnejo, ki bo potekala jeseni 2018. Kot predskupini bosta za veliko večino koncertov nastopili novomeška indie rock skupina MRFY ter rock skupina Seven Days in May.
| Datum              | Mesto          | Prizorišče                        | Spremljevalna skupina     |
| ------------------ | -------------- | --------------------------------- | ------------------------- |
| 14. september 2018 | Ljubljana      | Hala Tivoli                       | Bo in Seven Days in May   |
| 19. oktober 2018   | Ljutomer       | Športna dvorana ŠIC Ljutomer      | MRFY in Seven Days in May |
| 26. oktober 2018   | Koper          | Šotor Bonifika Koper              | MRFY in Seven Days in May |
| 27. oktober 2018   | Velenje        | Rdeča dvorana                     | MRFY in Seven Days in May |
| 2. november 2018   | Kočevje        | Športna dvorana Kočevje           | MRFY in Seven Days in May |
| 3. november 2018   | Krško          | Športna dvorana Krško             | MRFY in Seven Days in May |
| 16. november 2018  | Nova Gorica    | Športni center Hit                | MRFY in Seven Days in May |
| 17. november 2018  | Maribor        | Dvorana UŠC Leona Štuklja Maribor | MRFY in Seven Days in May |
| 23. november 2018  | Novo mesto     | Dvorana Marof                     | MRFY in Seven Days in May |
| 24. november 2018  | Slovenj Gradec | Športna dvorana Slovenj Gradec    | MRFY in Seven Days in May |
| 1. december 2018   | Kranj          | Dvorana Zlato polje               | MRFY in Seven Days in May |
| 8. december 2018   | Celje          | Dvorana Golovec                   | MRFY in Seven Days in May |

## Kritični odziv
Odziv na album na socialnih omrežjih je bil mešan. Na kritiko se je skupina odzvala: »"Napadalcem" pa se iskreno zahvaljujemo za njihovo izvirnost in prijaznost.
Vsako tele 'ma svoj' vesele in vsak bk svoj štrk ...«.
Za Rocker.si je Vid Šteh o albumu zapisal: "Skozi deset (pre)dolgih komadov ni moč začutiti prav nobene strasti do igranja in dinamike, kot da je skupina naveličana same sebe in ustvarja zgolj za preganjanje dolgčasa." Za Odzven na portalu SIGIC je Jaša Lorenčič prišel do zaključka, da "Nomadi ne ponudijo tako izdelanega in močnega odgovora, kot sta ga dala Infra in Ultra."
Nasprotno pa je na portalu Rockline album od Aleša Podbrežnika prejel oceno 9/10 s konsenzom: "Siddharta so skozi leta postali izredni mojstri svoje obrti. Izredno dobro poznajo veščino obvladovanja lastne glasbene nomenklature. Svojo glasbeno recepturo venomer izjemno dobro prepakirajo in znova servirajo tako, da deluje vsa stvar sveže in neverjetno okusno. Tokrat je novi album v tem oziru izredno konsistenten in privlačen, saj komadi v grabežljivosti kar tekmujejo med seboj, kdo bo komu prevzel pozornost."

## Seznam pesmi
| Št.             | Naslov          | Dolžina |
| --------------- | --------------- | ------- |
| 1.              | „Halo nomadi‟   | 4:05    |
| 2.              | „A.M.L.P.‟      | 4:54    |
| 3.              | „Lej lej lej‟   | 4:16    |
| 4.              | „Moderne dame‟  | 2:49    |
| 5.              | „Jaz‟           | 4:44    |
| 6.              | „Medrevesa‟     | 4:33    |
| 7.              | „Kripto‟        | 4:00    |
| 8.              | „Matador‟       | 4:40    |
| 9.              | „Blizu‟         | 5:08    |
| 10.             | „Vzhod‟         | 3:51    |
| Skupna dolžina: | Skupna dolžina: | 43:01   |

## Zasedba

### Siddharta
- Tomi Meglič
- Primož Benko
- Boštjan Meglič
- Jani Hace
- Tomaž Okroglič Rous